# Дивљина (филм из 2014)
Дивљина (енгл. Wild) америчка је биографска драма из 2014. године, у режији Жан-Марка Валеа снимљена по сценарију Ника Хорнбија који је инспирисан мемоарима Шерил Стрејд. Главну улогу тумачи Рис Видерспун, којој је изведба у овом филму донела номинације за бројна престижна признања, укључујући Оскара, Златни глобус, БАФТУ и Награду Удружења глумаца за најбољу глумицу у главној улози. Поред Видерспунове у филму наступају Томас Садоски, Габи Хофман и Лора Дерн, која је такође била номинована за Оскара у категорији "Најбоља глумица у споредној улози".

## Главне улоге
| Глумац         | Улога        |
| -------------- | ------------ |
| Рис Видерспун  | Шерил Стрејд |
| Лора Дерн      | Барбара Греј |
| Томас Садоски  | Пол          |
| Кин Макреј     | Лиф          |
| Мајкл Хјуисман | Џонатан      |
| В. Ерл Браун   | Френк        |
| Габи Хофман    | Ејми         |
| Кевин Ранкин   | Грег         |